# Bitwa pod Stratonikeją
Bitwa pod Stratonikeją – starcie zbrojne, które miało miejsce w roku 130 p.n.e. między legionami rzymskimi a wojskami powstańczymi (określającymi się Heliopolitanami) w trakcie powstania Aristonikosa (133–129 p.n.e.). Wojskami rzymskimi dowodził konsul roku 130 p.n.e. Marek Perperna, powstańczymi (w głównej mierze pergamońskimi) – dowódca powstania Aristonikos.
Bitwa zakończyła się zwycięstwem Rzymian. Konsekwencją jej było długotrwałe oblężenie dobrze umocnionego miasta Stratonikeja w Karii, w którym schronił się Aristonikos, i jego zdobycie wraz z ujęciem przez Rzymian przywódcy powstania. 
Bitwa ta była kulminacyjnym momentem powstania, a klęska w niej oznaczała początek końca zrywu zbrojnego Heliopolitan.